# Adam Andretti

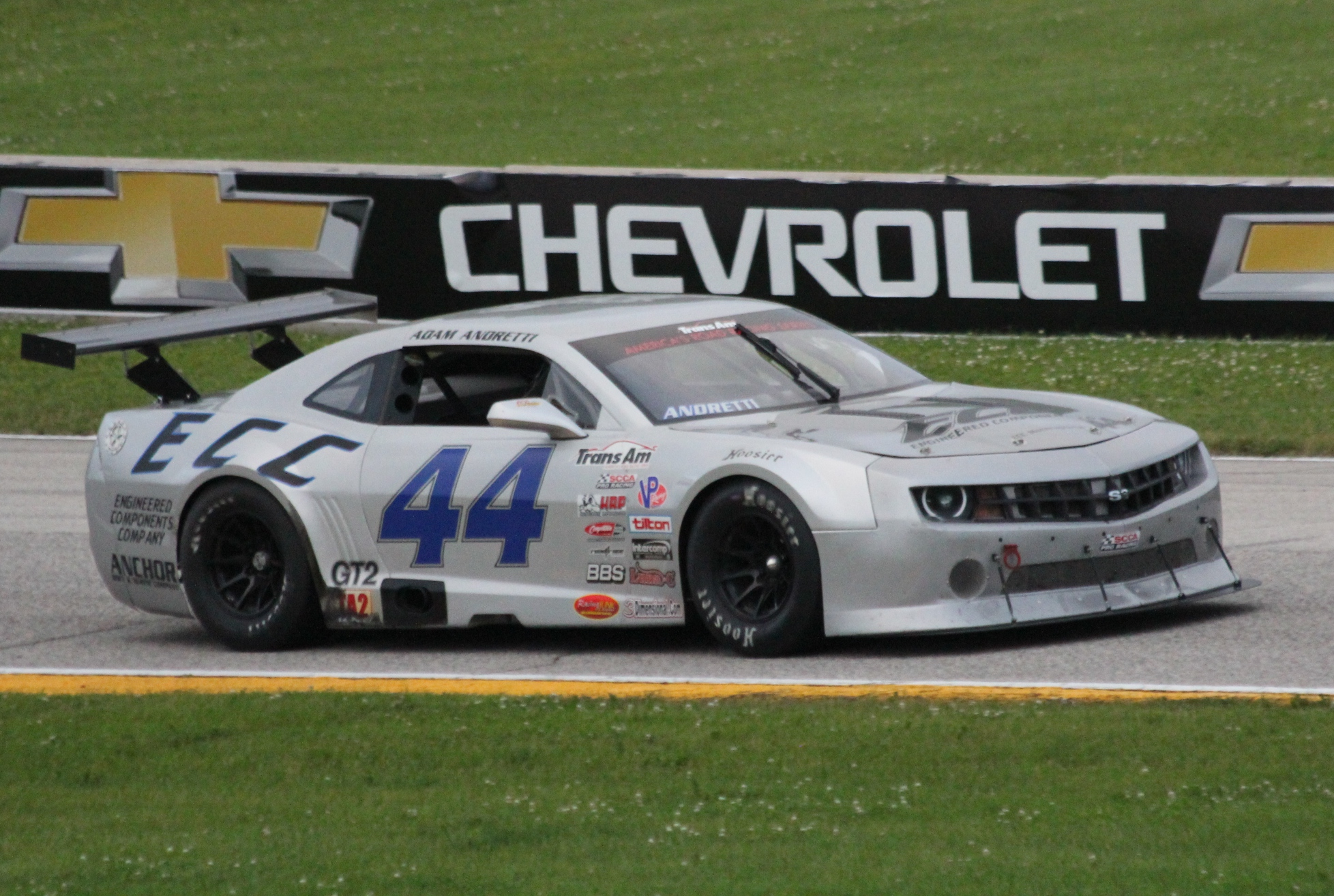
Adam Andretti in einem Pontiac Trans-Am beim Rennen in Road America der Trans-Am-Serie 2014

Adam Andretti (* 24. März 1979 in Brownsburg) ist ein ehemaliger US-amerikanischer Autorennfahrer.

## Karriere
Als Adam Andretti 1979 zur Welt kam, wurde er in eine bekannte US-amerikanische Rennfahrerfamilie hinein geboren. Adam ist der jüngere Bruder von John Andretti. Schon sein Vater Aldo war Rennfahrer und dessen Zwillingsbruder Mario wurde zu einem der erfolgreichsten Piloten im internationalen Motorsport. Auch seine beiden Cousins Jeff und Michael ergriffen den Beruf eines Rennpiloten. Außerdem ist er der Großonkel von Marco Andretti, der die Tradition der Spitzenfahrer in der Andretti-Familie bereits in dritter Generation fortsetzt.
Da Adam um 16 Jahre jünger als sein Bruder John ist, war dieser bereits ein erfolgreicher Fahrer als Adam 1994 im Alter von 15 Jahren seine ersten Rennversuche im Kart machte. 1998 wurde er Gesamtzweiter bei der Formel-C-World-Championship. Im selben Jahr gab er auch sein Debüt bei den Sportwagen, als er beim 24-Stunden-Rennen von Daytona an den Start ging.
2000 fuhr er eine Saison in der US-amerikanischen Formel-3-Meisterschaft, die nur kurze Zeit ausgefahren wurde. Er gewann ein Rennen und wurde Dritter in der Meisterschaft. Nach zwei Jahren in der NASCAR-Featherlite-Southwest-Serie fuhr er ab 2004 Sportwagenrennen. Außerdem wurde er Renninstrukteur bei der Richard-Petty-Racing-School. 2007 gab er sein Debüt in der Indy Pro Series und fuhr die Saison alternierend mit seinem Teamkollegen Jimmy Kite. Ende 2008 beendete er seine Rennkarriere.
2014 gab er ein Comeback als Rennfahrer und ging regelmäßig in der US-amerikanischen Trans-Am-Serie an den Start.